# Zaporozsec

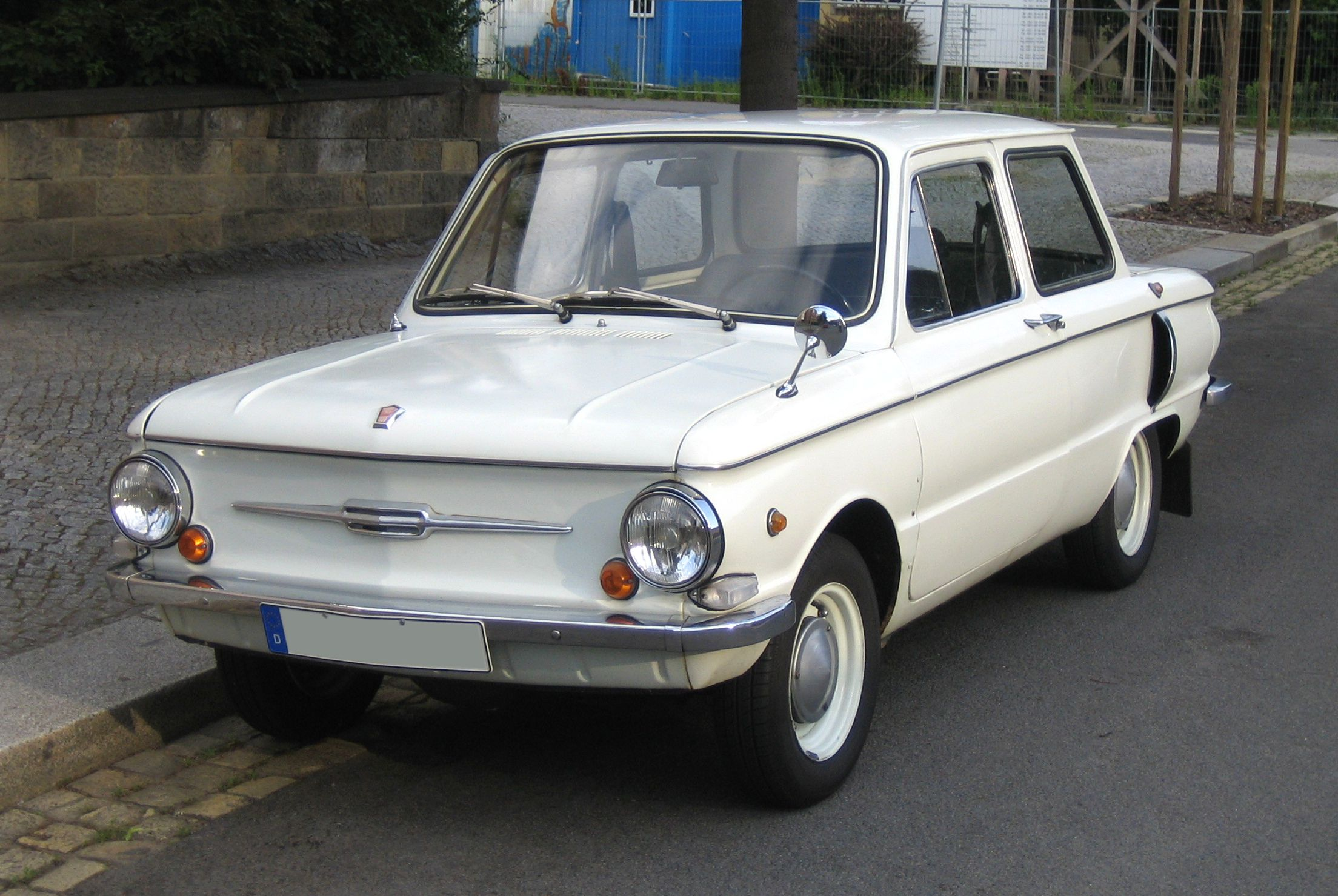
Egy ZAZ–968, oldalán a jellegzetes levegőbeömlő nyílásokkal

A Zaporozsec (oroszul: Запорожец, ukránul: Запорожець) az ukrajnai Zaporizzsjai Autógyár (ZAZ) személygépkocsi-márkája. A különféle kialakítású Zaporozsec gépkocsikat a ZAZ 1958-tól 1994-ig gyártotta. A Zaporozsec név jelentése: zaporizzsjai lakos. A Belgiumba exportált változatának Jalta, az Ausztriába szállított változatnak Eliette volt a neve. A magyarok Záporjóskának nevezték el.
Tervezői a járművet népautónak szánták, és bizonyos értelemben azzá is vált. A legolcsóbb szovjet autó volt, amelyhez a szovjet átlagember legkönnyebben hozzájuthatott. Egyszerű és robusztus felépítése miatt a rossz minőségű szovjet utakon is nagy biztonsággal közlekedhetett. Népszerűségét növelte, hogy egyes társadalmi csoportok (például veteránok, rokkantak) számára az állam támogatta a vásárlását.
Mindegyik Zaporozsec modell hátsókerék-meghajtású, farmotoros kialakítású volt, négyütemű léghűtéses motorral felszerelve. A ZAZ-nál a Zaporozseceket az 1987-től gyártott Tavrija váltotta fel, amely teljesen eltérő, lényegesen korszerűbb konstrukció. Ez az autó a szovjet autósok vicceiben hasonló helyet foglalt el, mint a Trabant a közép-európaiakéban.

## Modellek

### ZAZ–965 és ZAZ–965A

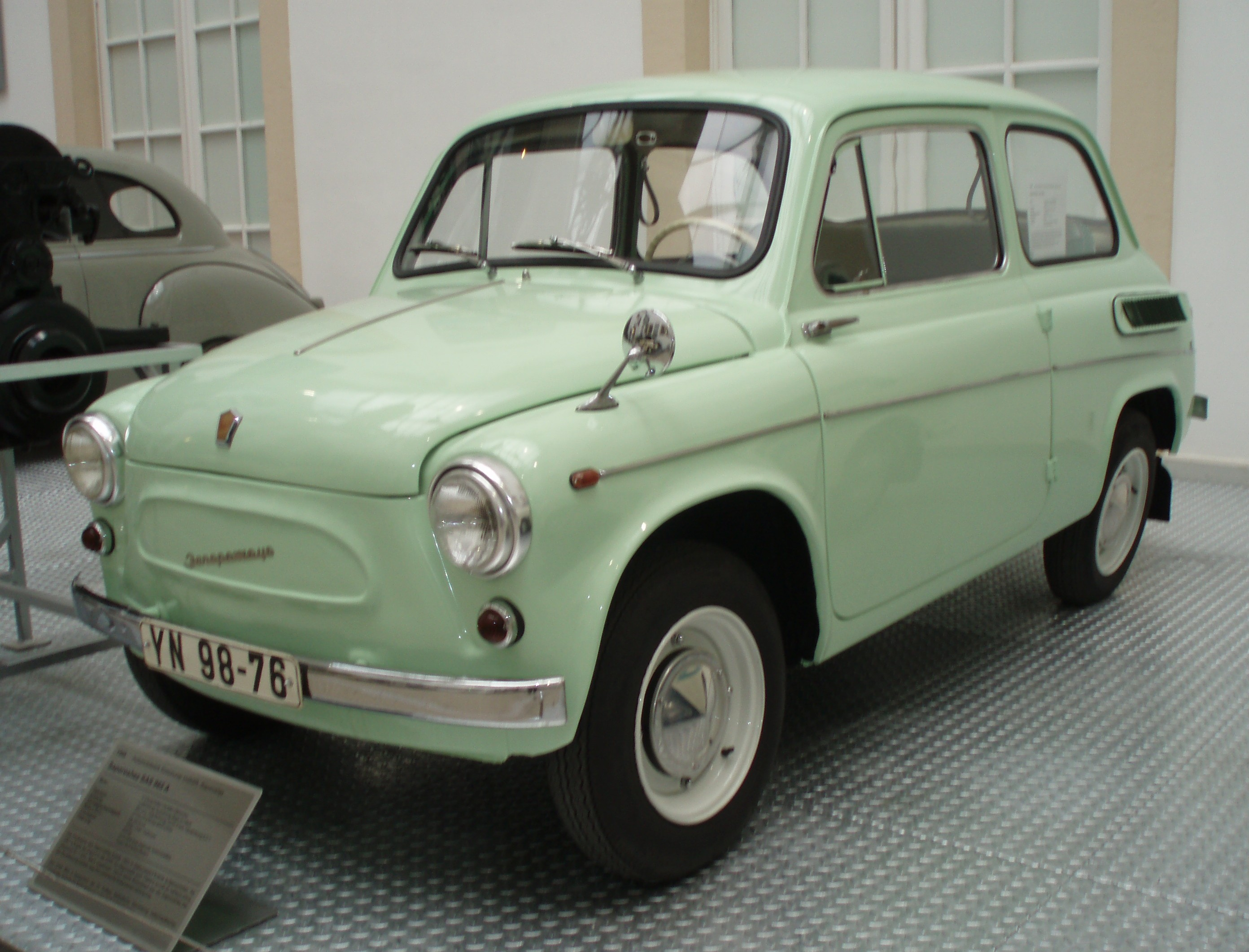
A ZAZ–965A, NDK-s rendszámmal a Drezdai Közlekedési Múzeumban

Az első Zaporozsec-típust, a ZAZ–965-t 1960–1969 között gyártották. A konstrukciót az MZMA (Moszkvics-gyár), a moszkvai NAMI-val közösen fejlesztette ki, a Fiat 600-ast alapul véve. Az első példányok a Moszkvics-444 jelzést kapták. A gyártást később, – kapacitáshiány miatt – Ukrajnába helyezték. A gépkocsit a Melitopoli Motorgyár MeMZ–965 típusú, 887 cm³-es, V4-es, négyütemű, léghűtéses benzinmotor hajtotta, melynek egyes elemei alumíniumöntvényből készültek. Az alapváltozat teljesítménye 19,4 kW (26 LE) volt, a később gyártott MeMZ-965A 20,1 kW (27 LE) teljesítményt adott le. Igen elterjedt, de hamis városi legenda, miszerint a Zaporozsec motorja eredetileg szovjet harckocsikban alkalmazott indítómotor lett volna. Az alapmodellt 1960–1962 között gyártották. 1962-től 1969-ig a ZAZ–965A készült, amelynél elhagyták a ZAZ–965 oldalán lévő jellegzetes, a léghűtő számára kialakított levegőbeömlő nyílást (magyar szakzsargonban: „kopoltyú”).

### ZAZ–966, ZAZ–968 és ZAZ–968M

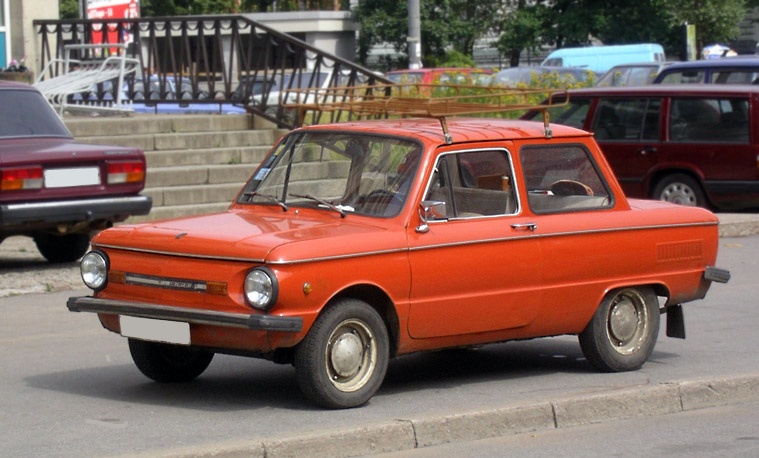
A ZAZ–968M gépkocsi

A német NSU Prinz 4-re erősen emlékeztető ZAZ–966 gyártását 1967-ben kezdték és 1971-ig folyt. A ZAZ–965-höz képest áttervezték az alvázat, kismértékben módosították a motort, és visszatértek a ZAZ–965A-nál elhagyott levegőbeömlő nyílások a jármű oldalán. A 966-os modellek kezdetben még csak 887 cm³-es motorral készültek, de később megjelent a jól ismert 1196 cm³-es változat, ami már végigkísérte az autót pályafutása során. Teljesítménye 40 LE-re nőtt, ám a Szovjetunió belső piacán továbbra is kapható volt a kis teljesítményű, 887 cm³-es motorral szerelt változat (a 966B-s típus). Az autó fűtésére a 965-ös modelleknél már megszokott benzinkályhát építették be. A ZAZ–966 modernebb változatát, a ZAZ–968 és 968A modelleket 1972-től 1980-ig gyártották. Ezekbe egy módosított hengerfej alkalmazásával 45 LE-re növelt teljesítményű motor is beépíthető volt. legutolsó változataként, 1979-től megjelentek a 968M-es változatok, melyeknél ismét elhagyták a levegőbeömlő nyílásokat, valamint az autó Lada karburátort és papírbetétes légszűrőt kapott. Zaporizzsjában ezt a típust 1994. július 1-jéig gyártották, több, a VAZ-járművekből származó részegységet is felhasználva.